# مسجد كامبونج لامباك
مسجد كامبونج لامباك أحد مساجد بروناي .

## الموقع
يقع المسجد في كامبونج لامباك، على بعد حاولي خمسة عشر كيلومتر من مدينة بندر سري بكاوان عاصمة بروناي .

## البناء
تم البدأ في بناء مسجد كامبونج لامباك في الثامن والعشرين من شهر نوفمبر من عام 1992، وبلغت مجمل نفقات بناء المسجد مبلغ 3،228،888.88 دولار أمريكي، وتم الانتهاء من البناء في الرابع عشر من شهر كانون الثاني من عام 1994 .

## الافتتاح
تم الافتتاح الرسمي لمسجد كامبونج لامباك من قبل وزير الخزانة حاجي سوفري البلقيه، وذلك يوم السبت الأول من شهر محرم من عام 1415 هـ الموافق الحادي عشر من شهر يونيو من عام 1994، بالتزامن مع بداية العام الهجري الجديد، القدرة الاستيعابية لمسجد كامبونج لامباك تبلغ حوالي 1،400 مصلي في وقت واحد.